# Jaime Coloma
Jaime Coloma Tirapegui (Santiago, 11 de junio de 1965) es un presentador de televisión, locutor de radio y crítico de arte chileno.

## Biografía
Tiene títulos en: Diseñador teatral en la Universidad de Chile (1995), Licenciado en Estética (1995) en la Universidad Católica de Chile, "Magister en Comunicación Social" Universidad de Chile, profesor de Historia y Estética del Diseño en la desaparecida Universidad del Pacífico, profesor Apreciación del Arte, Centro de Formación Técnica Escuela de Artes Aplicadas (2002-2011). También ha sido profesor de Antropología Cultural, Escuela de Teatro Universidad Mayor, (2003) y diplomado en Cine, Pontificia Universidad Católica de Chile (2000).
Su carrera en televisión comenzó en 1991 en TVN, donde comenzó a ser comentarista de cine en el programa juvenil Ene TV, para luego ser productor periodístico de Aquí Hotel O'Higgins y El mirador. A inicios de los años 2000, fue nombrado como director general de la extinta Área de Talentos de TVN; por su cargo, fue invitado a ser jurado del programa de talentos juvenil Rojo Fama Contrafama, que a las semanas de estrenarse se transformó en un fenómeno de audiencia. Allí, Coloma alcanzó reconocimiento masivo en el público dado a sus mordaces comentarios a los participantes, así como el interés que despertaba en el público femenino del programa. Se desempeñó como jurado hasta diciembre de 2006. Paralelamente, participó en el programa Día a día, siendo su último presentador hasta enero de 2004, panelista en Nosotros que las queremos tanto en 2004 y presentador del programa de reportajes y documentales ExpedienTV durante 2005.  Paralelo a ello fue panelista del programa Chile elige, todos de TVN.
Mantiene una estable carrera como entrevistador en el programa radial "Plaza de Almas" de la desaparecida Radio Chilena donde además presenta cápsulas de crítica cinematográfica y se desarrolla como conductor del matinal de dicha estación hasta su cierre definitivo. 
A fines de 2006 deja TVN y emigra a Canal 13 para conducir desde enero de 2007 el programa Alfombra Roja junto a Diana Bolocco y Cristián Sánchez. 
En 2009 tiene su programa de radio en FM Tiempo llamado "Hoy me duele la cabeza" junto a Sergio Paz de 10.00 a 12.00, este programa fue sacado del aire en julio de 2009.
En 2009 termina contrato con Canal 13, para pasar a formar parte del programa de farándula de UCV Televisión, En portada, en octubre del mismo año. 
También participa como colaborador en diversos medios escritos, labores académicas y trabajos relacionados con estudios de género y diversidad.
En 2018 forma parte como panelista del programa Así somos de La Red y además es el conductor del programa para Youtube No somos nada.
Se inscribió como candidato a diputado en las elecciones parlamentarias de 2021, como independiente en cupo del Partido Liberal de Chile dentro del distrito 12 (La Florida, La Pintana, Pirque, Puente Alto y San José de Maipo). En los comicios, realizados el 21 de noviembre, no resultó electo.
Desde mayo de 2023 es director de la revista TVyNovelas Cultura Pop, que es publicada en Chile por la empresa editorial Alfa Editores SA (llamada desde diciembre de 2023, KS Medios SpA).

## Vida personal
Es casado y padre de 2 hijos. Hijo del psicoanalista chileno Jaime Coloma Andrews.

## Televisión
| Año       | Programa              | Rol       | Canal       |
| --------- | --------------------- | --------- | ----------- |
| 2003      | Día a día             |           | TVN         |
| 2003-2006 | Rojo fama contrafama  | Juez      | TVN         |
| 2006      | Chile elige           | Opinólogo | TVN         |
| 2007-2009 | Alfombra roja         | Opinólogo | Canal 13    |
| 2009-2010 | En portada            | Opinólogo | UCV TV      |
| 2011-2013 | Primer plano          | Opinólogo | Chilevisión |
| 2011      | Super estrellas       | Juez      | Chilevisión |
| 2011-2013 | SQP                   | Opinólogo | Chilevisión |
| 2012      | Fiebre de baile       | Juez      | Chilevisión |
| 2014-2015 | Mucho gusto           | Panelista | Mega        |
| 2015-2016 | Intrusos              | Opinólogo | La Red      |
| 2015-2016 | Mañaneros             | Panelista | La Red      |
| 2016      | Buenos días a todos   | Panelista | TVN         |
| 2016      | Muy buenos días       | Panelista | TVN         |
| 2018      | Así somos             | Panelista | La Red      |
| 2020      | Bailando por un sueño | Juez      | Canal 13    |